# Хасанова, Зилара Муллаяновна
Зилара Муллаяновна Хасанова  (род. 5 декабря 1935, д. Новомуслюмово) — советский физиолог растений, член-корреспондент АН РБ (1995), доктор биологических наук (1992), профессор (1993), заслуженный деятель науки РБ (1997).

## Биография
Хасанова Зилара Муллаяновна родилась 5 декабря 1935 года в деревне Новомуслюмово Мечетлинского района БАССР.
В 1959 году окончила Башкирский государственный университет (ныне Уфимский университет науки и технологий).
После окончания университета работала учителем биологии в Больше-Устьикинской средней школе, в Башкирском обкоме ВЛКСМ (1960—1966). С 1966 года она — начальник учебной части Башкирского государственного университета (ныне Уфимский университет науки и технологий), с 1972 года — ассистент Башкирского сельскохозяйственного института, с 1973 года она — декан Башкирского государственного педагогического института, заведующая кафедрой (1980—1988), профессор (1989).
Научные направления работы Хасановой — физиология растений. Она занимается работами по биологическому действию электрического поля и других факторов на растения, изучает морфофизиологические особенности сельскохозяйственных культур при действии на семена электрического поля, коронного электрического разряда.
Учениками З. Хасановой являются 10 докторов и кандидатов наук.

## Труды
Хасанова Зилара Муллаяновна — автор около 200 работ, включая 20 монографий.
- З. Хасанова и др. О механизме биологического действия электрического поля на растения: Уфа: Башкнигоиздат, 1995.
- Физиолого-биохимические аспекты и экология фотосинтеза. Уфа: БГПИ, 1996.
- Ферменты-биокатализаторы. Уфа: БГПУ, 2005.
- Продуктивность и обменные процессы озимой ржи при предпосевной обработке семян в электрическом поле коронного разряда. Уфа, 1995 (соавт.).